# Альшиць Яків Ісаакович
Яків Ісаакович Альшиць (28 листопада 1906, Житомир — 28 березня 1982) — радянський вчений, фахівець в галузі конструювання й виробництва гірничих машин, доктор технічних наук, професор, лауреат Державної премії СРСР.

## Біографія
Народився 28 листопада 1906 року у місті Житомирі. В 1921–1929 роках працював у різних кооперативах і держустановах. В 1929–1934 роках навчався в Донецькому індустріальному інституті по закінченню якого одержав кваліфікацію гірничого інженера-електромеханіка. У 1934–1938 роках працював на Горлівському машзаводі імені С. М. Кірова, на якому пройшов шлях від інженера конструкторського бюро із врубово-комбайнобудування до заступника начальника врубового цеху.
В 1938–1941 роках в Донецькому індустріальному інституті на посаді доцента, кандидат технічних наук (1940). В 1941–1942 роках на будівництві оборонних споруд у 8-ій саперній армії. В 1942–1948 роках заступник головного інженера і головний інженер Копейського машинобудівного заводу, в 1948–1950 роках головний інженер Свердловської і Донецької філій Діпровуглемашу.
Із 1951 року і до кінця життя працював у ДПІ на кафедрі «Гірничі машини»: доцент, професор, завідувач кафедри, професор-консультант. Доктор технічних наук (1961).
Помер 28 березня 1982 року.

## Наукова робота
Зробив великий внесок у становлення і розвиток кафедри «Гірничих машин», у підготовку її викладацьких кадрів вищої кваліфікації.
Автор навчального посібника «Гірничі машини» (1961). Засновник наукової школи в галузі експериментальних досліджень, розробник теорії роботи і розрахунку гірничих машин з метою підвищення їх надійності і продуктивності. Створив нові методи і спеціальну апаратуру для дослідження роботи машин в лабораторних і виробничих умовах. За створення врубової машини типу КМП удостоєний Державної премії СРСР (1949).
Підготував 20 кандидатів наук, опублікував більше 60 наукових праць, у тому числі 12 винаходів і монографію «Аппаратура й методы исследований горных машин» (1969).

## Нагороди, пам'ять

меморіальна дошка

Нагороджений орденами Трудового Червоного Прапора (1943), «Знак Пошани» (1942), 5-ма медалями, знаком «Шахтарська слава» II ступеня і багатьма іншими відомчими знаками і грамотами.
В Донецьку, на будівлі Донецького національного технічного університету за адресою вул. Артема, 58, де з 1951 по 1982 рік працював Яків Альшиц, встановлено меморіальну дошку.